# Frank Bornemann
Frank Bornemann (* 27. April 1945 in Hannover) ist ein deutscher Musiker und Produzent. Er ist Gründer, Sänger und Gitarrist der Artrock-Band Eloy und Gründer der Horus-Sound-Studios in Hannover.

## Leben
Seit Anfang der 1960er Jahre ist Frank Bornemann als Musiker aktiv. Im Jahre 1969 gründete er die Artrock-Band Eloy, mit der er international bekannt wurde. 
Als Entdecker und Produzent der Guano Apes feierte er auch als Produzent große Erfolge. Zudem gründete Bornemann einen Musikverlag und die Plattenfirma Artist Station und ist in der Nachwuchsförderung von Künstlern aktiv. Nach 11 Jahren Pause veröffentlichte Frank Bornemann im Jahre 2009 auf Wunsch vieler Fans wieder ein neues Studio-Album mit Eloy und gibt seitdem auch wieder Tourneen bzw. Konzerte mit der Band. Dies stellt allerdings logistisch eine gewisse Herausforderung dar: Sämtliche aktuellen Mitglieder der Band (darunter u. a. der langjährige Bassist Klaus-Peter Matziol, der hauptberuflich als Geschäftsführer der Peter Rieger Konzertagentur arbeitet), sind vielbeschäftigt und wohnen über ganz Deutschland verstreut.
Bornemann lebt abwechselnd in Hannover und Frankreich.

## Horus-Sound-Studios
1979 gründete Frank Bornemann das Horus-Sound-Studio in Hannover. Das Studio ist in drei Bereiche unterteilt, Studio Enterprise 1, Record Place Studio 2 und das Livingroomstudio. Zum Studio gehören drei Aufnahmeräume und zwei Appartements. In dem Studio nahmen Künstler wie Die Happy, Helloween, Revolverheld, Emil Bulls, Guano Apes, ZSK oder …And You Will Know Us by the Trail of Dead Alben auf.
Anfang 2014 zog sich Bornemann aus dem Geschäft zurück. Die neuen Teilhaber des Horus sind seitdem die Produzenten Mirko Hofmann und Arne Neurand, die bis dahin schon langjährig Erfahrung in diesem Studio gesammelt haben. Geschäftsführer und ebenfalls Teilhaber bleibt Henning Rümenapp, Gitarrist der Guano Apes.